# Philip Fleming
Pour les articles homonymes, voir Fleming.
Philip Fleming, né le 15 août 1889 à Newport-on-Tay et mort le 13 octobre 1971 à Woodstock,, est un banquier et champion olympique britannique d'aviron.

## Biographie
Il est le fils de Robert Fleming, riche homme d'affaires qui a prospéré dans le commerce du jute avant de se lancer dans la finance aux États-Unis durant la Reconstruction, puis de fonder la banque commerciale Robert Fleming and Company. Philip Fleming est éduqué au collège d'Eton, comme bon nombre de garçons de milieu aisé, puis étudie au Magdalen College de l'université d'Oxford. Il participe en 1910 à la célèbre course d'aviron annuelle entre les universités d'Oxford et de Cambridge, et contribue à la victoire de l'équipe d'Oxford. Il rejoint le Leander Club, l'un des plus anciens clubs d'aviron au monde, établi à Henley-on-Thames.

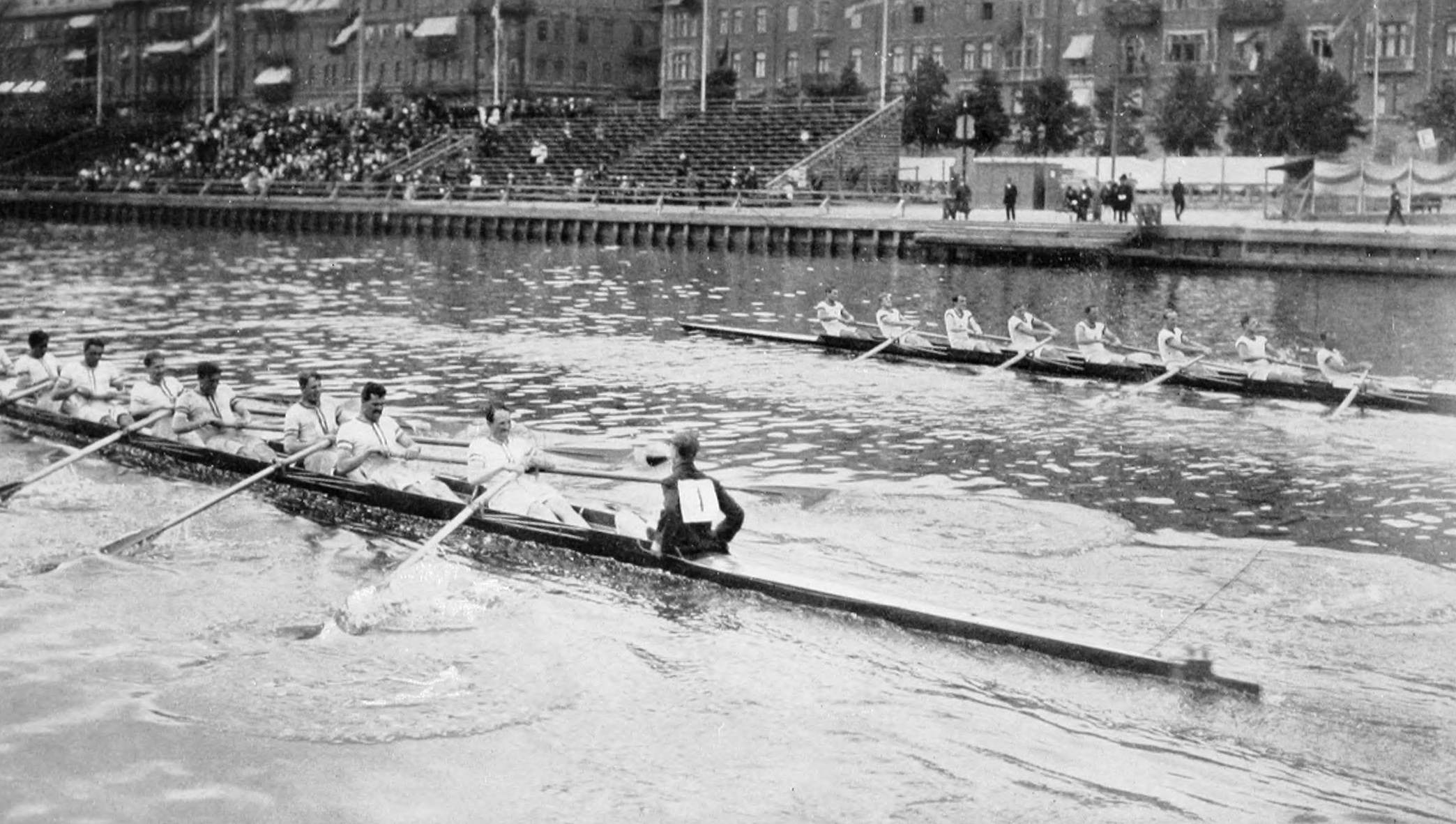
Les Britanniques du Leander Club (à gauche) face aux Australiens en quarts de finale des Jeux olympiques de 1912. Philip Fleming est le premier rameur sur la bateau britannique, en partant de la droite (c'est-à-dire de l'arrière).

Le Royaume-Uni envoie deux équipes participer à l'épreuve du huit en aviron aux Jeux olympiques de 1912 à Stockholm : celle du Leander Club et celle du New College de l'université d'Oxford. Philip Fleming est le chef de nage de l'équipe du Leander Club - c'est-à-dire qu'il est le premier rameur situé à l'arrière du bateau, et donne le rythme à l'équipe. Les Britanniques du Leander Club se défont des Canadiens en première course, puis de l'équipe conjointe d'Australie et de Nouvelle-Zélande en quarts de finale et des Allemands en demi-finale. En finale, ils affrontent leurs compatriotes, et remportent le titre olympique en 6 min 15,7 s, avec environ une longueur (et 3,5 s) d'avance sur l'équipe de New College,.
Durant la Première Guerre mondiale, son frère aîné Valentine et lui s'engagent tous deux dans le régiment de cavalerie des Queen's Own Oxfordshire Hussars. Valentine Fleming - le père des écrivains Peter Fleming et Ian Fleming, créateur du personnage James Bond - est tué au combat dans le nord de la France en mai 1917. Philip Fleming survit à la guerre, et intègre la banque de son père dans la cité de Londres. Il épouse Joan Hunloke, fille de Philip Hunloke (en), médaillé de bronze au huit d'aviron aux Jeux olympiques de 1908 à Londres, et le couple s'établit dans l'Oxfordshire. Il fonde en 1951 le PF Charitable Trust, un trust qui finance des associations caritatives. Il meurt en 1971 à l'âge de 82 ans,.